# Guglielmo Pesenti
Guglielmo Pesenti (18 de dezembro de 1933 — 12 de julho de 2002) foi um ciclista italiano que correu profissionalmente durante as décadas de 50 e 60 do século XX.
Ele competiu pela Itália nos Jogos Olímpicos de 1956, realizados em Melbourne, na Austrália, na prova de velocidade individual onde terminou em segundo lugar.